# Driestar hogeschool
Driestar hogeschool, onderdeel van Driestar educatief, is de enige reformatorische hogeschool van Nederland en is gevestigd in Gouda. Driestar hogeschool is een zogenaamde monosectorale hogeschool, met alleen pedagogisch onderwijs. De school leidt leraren en pedagogen op voor zowel het basis- als het voortgezet onderwijs met een pabo, zeven lerarenopleidingen (voortgezet onderwijs), een hbo-opleiding pedagogiek, een associate degree, drie onderwijsmasters en diverse post-hbo-opleidingen.
De circa 1.500 studenten zijn afkomstig uit het hele land, maar vooral uit de Bijbelgordel.

## Geschiedenis
De Driestar is in 1944 door de onderwijzer Piet Kuijt gestart in Krabbendijke als kweekschool op reformatorische grondslag. Na de Watersnoodramp en de verhuizing naar Gouda in 1954 is de school sterk gegroeid. Vanaf de jaren 60 gaat De Driestar zich mede ontwikkelen tot een school voor voortgezet onderwijs. In 1982 is de school gesplitst in een scholengemeenschap voor voortgezet onderwijs (het huidige Driestar College) en de Driestar hogeschool. Vanaf 1985 verzorgt de hogeschool ook lerarenopleidingen voor voortgezet onderwijs en een opleiding pedagogiek.

## Bekende oud-leerlingen
- Johan van Arnhem (1979), dirigent
- Dick van Meeuwen (1954), politicus
- Evert Jan Nieuwenhuis (1977), politicus
- Hans van Oort (1949), godsdiensthistoricus en theoloog
- Frank van der Pol (1950), predikant
- Peter Schalk (1961), politicus
- Pieter Verhoeve (1960), historicus, jurist en politicus
- Tiemen Westerduin (1974), jongerenwerker, schrijver en spreker
- Peter Zevenbergen (1956), onderwijsdirecteur

## Opleidingen
Driestar hogeschool biedt de volgende voltijdopleidingen aan:
- Leraar basisonderwijs
- Leraar voortgezet onderwijs

En de volgende deeltijdopleidingen:
- Leraar basisonderwijs
- Leraar voortgezet onderwijs
- Pedagogiek
- Associate degree Pedagogisch Educatief Professional (Ad-pep)
- Master Leren en innoveren